# Larysa
Larysa – imię żeńskie pochodzenia greckiego. Wywodzi się od nazwy antycznego miasta Larissa (w świecie starożytnym istniało 8 miast o tej nazwie). W języku polskim imię rzadkie, natomiast częste w języku rosyjskim. Forma Lara stanowi rosyjskie zdrobnienie od Larysy.
Larysa imieniny obchodzi 26 marca, 5 września.

## Osoby noszące imię Larysa
- Larissa Bonfante – profesor filologii klasycznej, etruskolożka,
- Lara Colturi – włosko-albańska narciarka alpejska,
- Lara Cox – australijska aktorka,
- Lara Dutta – indyjska aktorka i modelka, Miss Universe w 2000 roku,
- Lara Fabian – belgijsko-włoska piosenkarka popowa,
- Lara Flynn Boyle – amerykańska aktorka,
- Lara Gut-Behrami – szwajcarska narciarka alpejska,
- Larisa Łazutina – rosyjska biegaczka narciarska,
- Lara Malsiner – włoska skoczkini narciarska
- Łarysa Marozawa – białoruska poetka, ofiara stalinizmu,
- Lara Molinari – włoska rysowniczka i scenarzystka,
- Łarysa Sawczenko-Neiland – tenisistka,
- Larisa Yurkiw – kanadyjska narciarka alpejska.

Postacie fikcyjne
- Lara – bohaterka serialu telewizyjnego Violetta, grana przez Valerię Baroni, nowa sympatia Leóna, którego poznała przy motocrossie
- Lara Croft – bohaterka gry komputerowej oraz jej ekranizacji
- Lara Doren aep Shiadhal – jedna z postaci występująca na kartach Cyklu Wiedźmińskiego Andrzeja Sapkowskiego. Była posiadaczką Starszej Krwi, elfiego genu, który w przyszłości miało przejąć dziecko mające posiadać umiejętność władania czasem i przestrzenią.